# Ixodes myrmecobii
Ixodes myrmecobii este o specie de căpușe din genul Ixodes, familia Ixodidae, descrisă de Roberts în anul 1962. Conform Catalogue of Life specia Ixodes myrmecobii nu are subspecii cunoscute.